# Batizovce
Batizovce jsou obec na Slovensku v okrese Poprad.

## Poloha
Leží v Popradské kotlině přímo pod Vysokými Tatrami, v nadmořské výšce cca 756 m. Obcí protéká Batizovský potok. Batizovce jsou lokalizovány na silniční spojnici Svit (1,5 km na jih) – Tatranská Polianka (6 km na sever). Obec dále sousedí s obcemi Mengusovce a Štôla na západě, Gerlachov na severu a Popradem na východě.

## Dějiny
První písemná zmínka k území obce pochází z roku 1264. V tomto roce daroval král Béla IV. Batyzovi les "Chetene" – Cetina, ležící pod Tatrami mezi Červeným potokem a Popradem. Batyz – zakladatel Batizovců, byl členem významného šlechtického rodu z Markušů – Mariášů.

## Současnost
Dominantami této podtatranské obce jsou evangelický kostel (z roku 1791) a katolický kostel (z 13. století). Přibližně třetina obyvatelstva se hlásí k evangelické církvi a pětina jsou katolíci.
Na jihozápadě obce se nacházejí ložiska štěrkopísků. Intenzivní těžba začala po roce 1930 a podnik Plniva funguje dodnes. Na místě těžby dnes najdete zatopená umělá jezera.

## Galerie

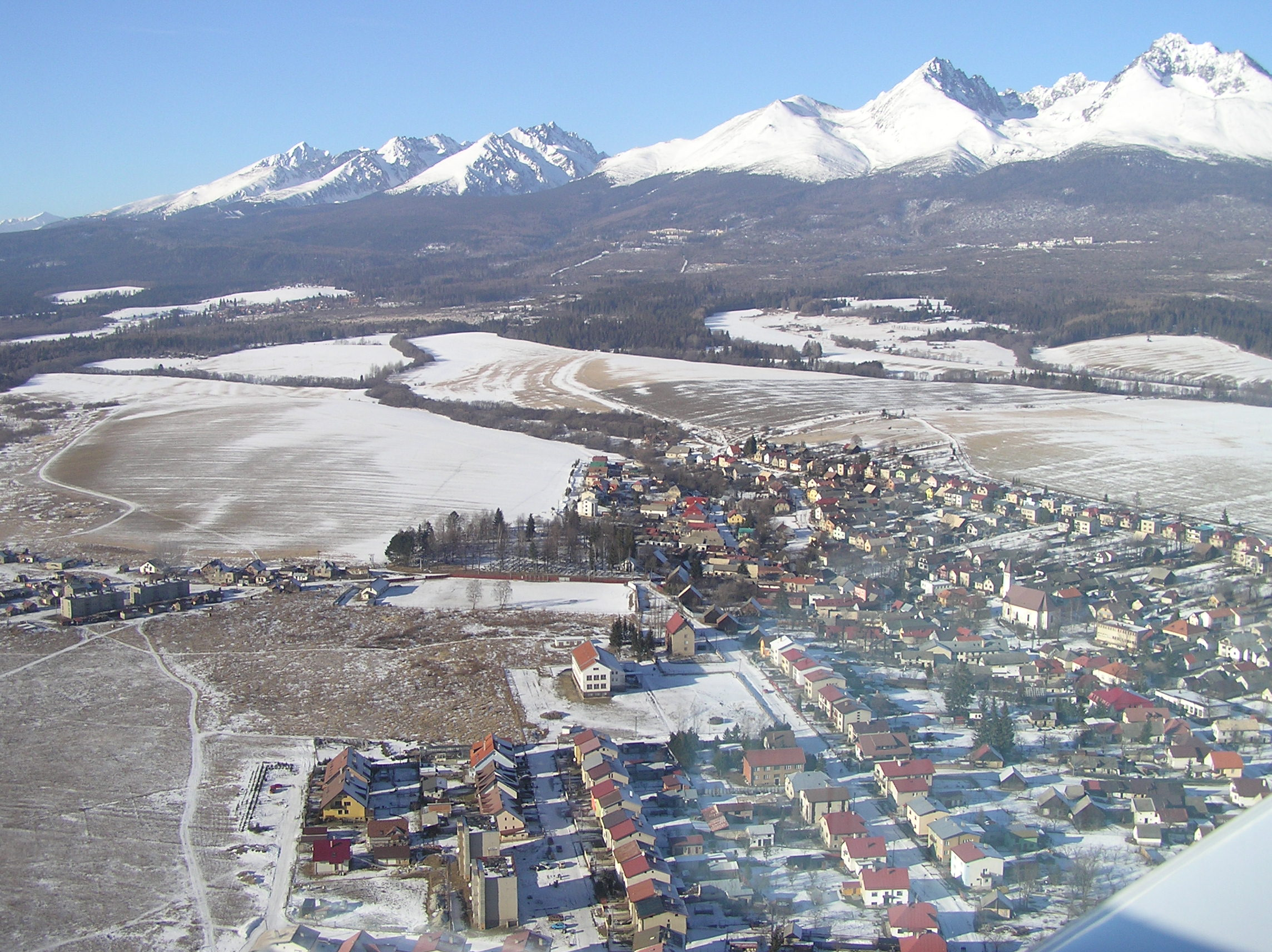
Batizovce z ptačí perspektivy
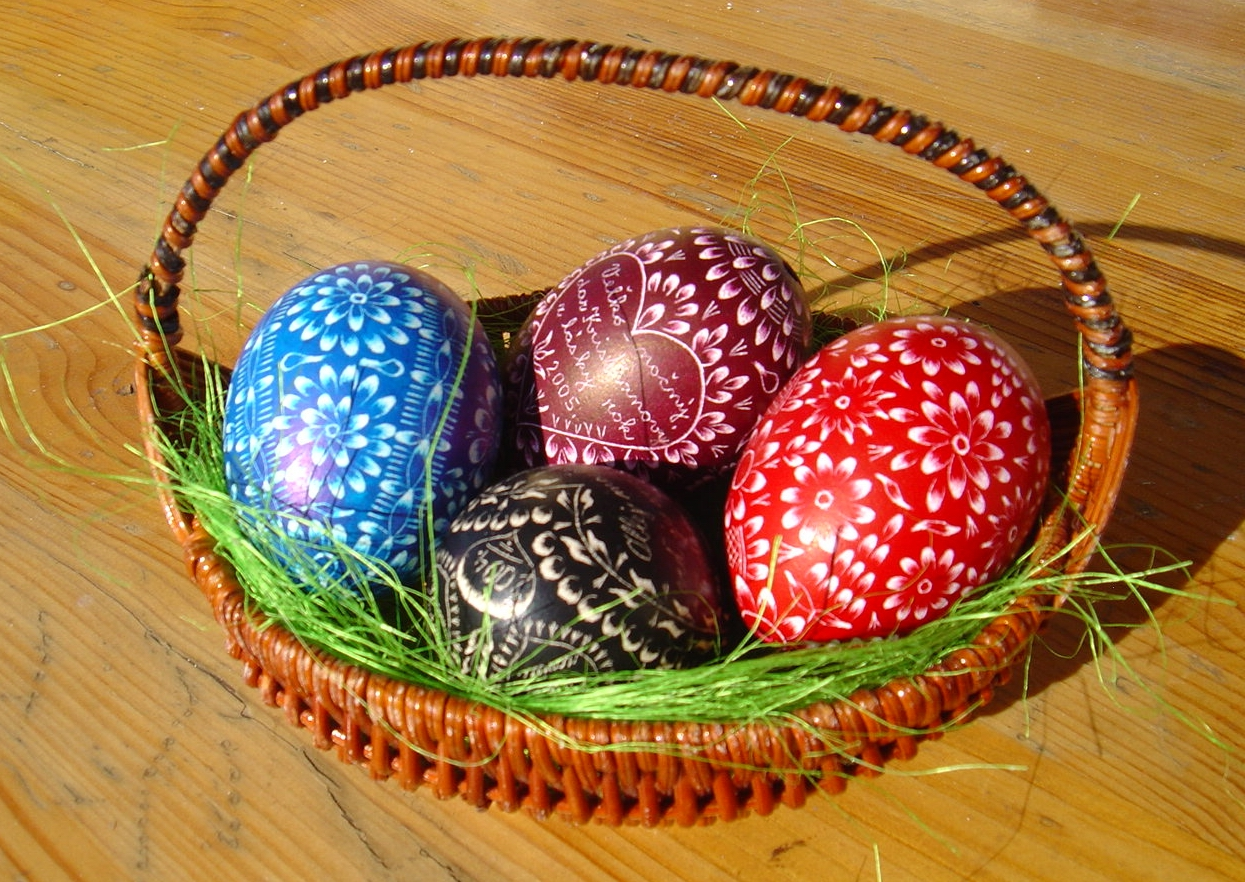
Batizovská velikonoční škrabaná vajíčka